# Фільсгофен-ан-дер-Донау
Фільсгофен (нім. Vilshofen) — місто в Німеччині, знаходиться в землі Баварія. Підпорядковується адміністративному округу Нижня Баварія. Входить до складу району Пассау.
Площа — 86,36 км2. Населення становить 16 950 ос. (станом на 31 грудня 2020).